# Liverpool–Manchester United-rivalizálás
A Liverpool FC és a Manchester United közötti rivalizálás Anglia futballtörténelmének az egyik kiemelkedő és napjainkban is folytatódó ellentéte a sportágban. A két csapat elhelyezkedése miatt (Liverpool és Manchester) a párharcot északnyugati derbinek is nevezik.

## A Liverpool – Manchester United rivalizálásának története
Anglia egyik legnagyobb rivalizálását találjuk a Liverpool FC és a Manchester United meccsein. Más nagy ellentétek is kialakultak az országban (pl.: Liverpool – Everton, Manchester United – Manchester City, West Ham United – Millwall, Arsenal – Tottenham Hotspur, Chelsea – Fulham stb.), melyek közül ez az északnyugati rangadó az egyik leginkább figyelemmel kísért küzdelem. A Liverpool Anglia legsikeresebb és a világ egyik legnépszerűbb klubja. A manchesteri Vörös Ördögök 19-szer nyertek bajnoki címet, a liverpooli Vörösök pedig 18-szor, viszont a Liverpool már ötször nyert Bajnokok Ligáját, 3-3 alkalommal UEFA-kupát és UEFA-szuperkupát, a Manchester United pedig még "csak" háromszor tudott BL-t nyerni, ugyanakkor világszerte nagyobb népszerűségnek örvend, mint a Liverpool. A rivalizálás a ’70-es években alakult ki, a kikötői időkben, mégpedig azért, mert a gazdasági válság miatt, a Manchester Ship Canal kikötői cég elvitte az üzleteit Liverpoolból, így a liverpooli kikötők nagy részét be kellett zárni. Rendkívül naggyá vált a munkanélküliség, ez pedig a végletekig elmérgesítette az egymást addig sem túlzottan kedvelő két klub kapcsolatát. Ráadásul ezek után jött a 'Pool (’80-as, ’90-es évek), majd a ’90-es évek után a MU fénykora, majd a Liverpool győzelmei a nemzetközi kupákban a 2000-es évek elején (a Liverpool 2001-ben UEFA-kupát, 2005-ben BL-t nyert, 2007-ben BL-döntős volt), majd a MU 2008-ban nyert BL-t. A huliganizmus megjelenése elősegítette azt, hogy egyes dolgokért a liverpooliak és a manchesteriek fizikai erővel vegyenek revansot.
A Liverpool stadionja a 45 ezer férőhelyes Anfield Stadion, amelyben a Vörösök hihetetlen hangulatot alakítanak ki énekeikkel (pl.: You'll Never Walk Alone. Az Anfield atmoszférája nem csak Angliában, de a világon is szinte egyedülálló. A hazai mérkőzéseken rendszerint telt ház van, és nem véletlen, hogy az épülő új stadion több mint 20 ezerrel több drukker befogadására lesz képes (Stanley Park Stadion). A Liverpool FC szurkolói a leghangosabbak Angliában. Ezt a rekordot egy 2005-ös felmérés alapján állapították meg, amikor is a Ligakupa-fináléban lemérték a hangerejét a szurkolótábornak. Ekkor a Vörösök drukkerei 130,7 decibellel buzdították kedvenceiket. A Liverpool szurkolói ismertek arról is, hogy általában az angol válogatott meccsekre sem járnak ki, mondván, hogy nem néznek olyan csapatot, ahol Manchester Unitedhez, vagy más angol csapathoz kötő játékosok játszanak.
A Manchester United stadionja, az Old Trafford sokszor bevehetetlen erődnek bizonyul. A Manchester United szurkolói is rendkívül elkötelezettek és vérmesek, ugyanakkor nem rendelkeznek olyan szurkolói csoporttal, mint a liverpooli KOP (egyszer még Sir Alex Ferguson is kikelt magából az Old Traffordon uralkodó siralmas hangulat miatt), ugyanakkor Anglia és a világ egyik legnépszerűbb klubja a MU. A MU szurkolóinak a himnusza a Glory Glory Manchester. Angliában a futballszerető lakosság valamivel több, mint 24%-a szurkol a csapatnak. A MU rajongói is fanatikusok, lojálisak és még ami fontos, hogy legalább annyira gyűlölik a Liverpool szurkolóit, mint azok őket.
A két város közelsége (Liverpool és Manchester 50 km-re van egymástól) miatt a rangadó az egyik legjobb atmoszférával, a legnagyobb látogatottsággal és a legnagyobb biztonsági kiemeléssel rendelkezik az országban.
A liverpooli KOP története: A Sunderlanddel háromszoros bajnok menedzser, Tom Watson érkezésével egy időben cserélték le a klub színeit is, az addigi kék-fehér összeállítást felváltotta a híres vörös-fehér kollekció (amely a későbbi időkben lett a legendás, tiszta vörös). 1901-ben pedig a skót válogatott Alex Raisbeck első Liverpool csapatkapitányként a magasba emelhette a Futball Liga trófeáját. Miután 1906-ban újabb bajnokságot nyert a csapat (az Everton pedig az FA Kupát hódította el), szükségessé vált a stadion kibővítése is, ekkor egy hatalmas, meredek lelátót emeltek a déli kapu mögötti részen. A létesítmény a keresztségben a Spion Kop nevet kapta, az egyesület így állított emléket a második búr háború során, 1900-ban megvívott ütközet áldozatainak, hiszen a lancashire-i ezred 300 halottjának nagy része liverpooli volt. Azóta a KOP lett az Anfield Stadion leghangosabb, leghevesebb, legelkötelezettebb szurkolóiból álló része. Sálak, zászlók és fülsüketítő, elképesztő hangulatú énekekkel irányítják az egész stadion hangulatát, így kialakították az Anfield azon varázslatos hangulatát, amit egész Angliában és talán a világon is irigyelnek, amelyet még az ellenfelek is, bár nem szívesen, de elismernek. A KOP-ot követi az összes Liverpool szurkoló az Anfielden. Itt 45 000 ember, nagyobb hangulatot teremt, mint máshol 80 000, és ezt az ellenfelek is elismerik. Innen ered: This is Anfield! – azaz Ez az Anfield! Utalva arra, hogy ennek a stadionnak egyedülálló hangulata van, az Anfield már nem csak egy név, hanem egy fogalom. A MU szurkolói számára ugyanolyan fontos saját stadionjuk, melyeket szentként és otthonukként kezelnek. Ezért olyan fontos és meglepő az, ha például a Manchester nyer idegenben, vagy a Liverpool. Ez egy városi rivalizálás, mely hatalmas tradíciókra épül, itt sokszor nem számít a csapatok aktuális formája, hiszen mind a két csapat a maximumot hozza ki magából a nagy rivális ellen. A 2008-2009-es Premier League idényben a ’Pool oda vissza legyőzte a MU-t (2-1-re és 1-4-re idegenben), valamint a 2009-2010-es idény első meccsén a Liverpool hazai pályán ismét (a bajnokságban tehát zsinórban harmadjára) győzni tudott a MU ellen 2-0-ra (a gólokat Torres és Ngog szerezték, Mascherano és Vidic kaptak pirosat). Utóbbira, hogy a Liverpool egymás után háromszor legyőzze a bajnokságban a MU-t már 8 éve nem volt példa. A legnagyobb arányú MU győzelem 1928-ban (6-1) és 1946-ban (5-0) született, míg a legnagyobb arányú Liverpool győzelem 1895-ben az Anfielden született (7-1). A legtöbb gólt hozó mérkőzése a két csapatnak 1908. március 25-én volt, a meccs 7-4-re végződött (a Liverpool nyert). Ugyanakkor a 2009-es bajnok a MU lett, az ezüstérmes pedig a Liverpool. Ráadásul a 178-ik (eddig legutóbbi) mérkőzésen a Liverpoollal korábban nagy sikereket elért Michael Owen a MU színeiben lépett pályára az Anfielden (természetesen a liverpooli szurkolók jelentősebb része kifütyülte az általa árulónak tartott játékost). Utóbbi mérkőzést a Liverpool nyerte 2-0-ra. A Manchester United szurkolói utálják a Liverpool szurkolóit, a Liverpool szurkolói szintúgy őket, és egyébként a rivális csapatok szurkolói egyiket sem kedvelik Angliában (például Arsenal és a korábbi néhány évben a Chelsea). A MU szimpatizánsai rivalizálnak még a kelet manchesteri Manchester City szurkolóival (ugyanis Manchester városán fele-fele arányban osztozkodnak a City és a United szurkolók, a City szurkolói nagyrészt a keleti részekben élnek, a MU szurkolói pedig a nyugatiba), a Leeds United FC szurkolóival és erősebb londoni egyesületekkel (például Arsenal, Tottenham vagy mára a Chelsea). A Liverpool szurkolói rivalizálnak még a városi rivális Everton szurkolóival (lásd: Mersey-parti rangadó), a Nottingham Forest szurkolóival (a rivalizálás a '70-es években alakult ki, amikor e két csapat volt Anglia két legerősebb csapata) amint hasonlóan meg van a szembenállásuk londoni csapatokkal, főleg a Chelseavel. Utóbbi csapattal a viszony a BL-ben való rendkívül sok összekerülésnek és a Chelsea 2000-es években való megerősödésének köszönhető (igaz a Chelsea szurkolói Angliában már korábban is komolyan jelen voltak, főleg a huliganizmusban, lásd: Headhunters). Észak és dél Anglia között amúgy is van szembenállás futball berkekben (észak: Liverpool, Manchester, Leeds, Newcastle, dél: Arsenal, Tottenham, Chelsea, West Ham United). Az emberek azon a környéken (Észak-Anglia), de szinte egész Angliában, nem igazán tudnak semlegesként beszélni e két klubról, melyek ilyen meghatározóak a szigetország életében, ahol kifejlődött ez a sportág. Mára mivel ez a két klub, a legsikeresebb, a legnépszerűbb, a legpatinásabb az országban, így az angol kultúra részei is, szorosan összefonódva Angliával és az ország sporttörténetével.
Legutóbbi rangadó: Liverpool 7–0 Manchester United (Premier League, 2023. március 5.) (211. találkozó)
Következő rangadó: Manchester United – Liverpool (2023–2024-es szezon) (212. találkozó)

## Rivalizálás trófeák terén
A Manchester United 67, míg a Liverpool 61 trófea birtokosa.
Az 1970-es és 1980-as évek folyamán az angol labdarúgást a Liverpool uralta, tizenegyszer lett angol bajnok és négyszer nyert BEK-et.
A Manchester United az 1990-es és 2000-es évek legsikeresebb angol csapata volt, miközben nyert tíz angol bajnokságot, 1999-ben és 2008-ban Bajnokok Ligáját. A Liverpool 6 BEK/BL győzelemmel rendelkezik, míg a Manchester United 3-mal.
A 2000-es években megnyert sorozatoknak köszönhetően a Manchester United megelőzte a Liverpoolt a serlegek számában, valamint az első osztályú bajnoki címek számában is.
A táblázat a 2024. szeptember 1-i állapotot mutatja.
| Csapat            | Első osztály | FA-kupa | Ligakupa | Charity/ Community Shield | BEK/BL | KEK | UEFA-kupa/EL | UEFA- szuperkupa | VK/Klub-vb | Összesen |
| ----------------- | ------------ | ------- | -------- | ------------------------- | ------ | --- | ------------ | ---------------- | ---------- | -------- |
| Liverpool         | 19           | 8       | 10       | 16                        | 6      | 0   | 3            | 4                | 1          | 67       |
| Manchester United | 20           | 13      | 6        | 21                        | 3      | 1   | 1            | 1                | 2          | 68       |
| Összesítve        | 39           | 21      | 16       | 37                        | 9      | 1   | 4            | 5                | 3          | 135      |

## Egyes játékosok viszonya a két klubbal
Wayne Rooneyt, a Manchester United egyik legendás csatárát a Liverpool FC drukkerei duplán utálják, mivel ő Everton játékos volt (és fiatal korában Everton szurkoló, így ez érthető). Rooney többször is kijelentette, nemhogy nem szereti, hanem szívből utálja a Liverpoolt, és mind azt amit az jelent. Van ellenpélda is, hiszen a Liverpool egyik jelenlegi legnagyobb ikonja, Jamie Carragher fiatal korában szintén az Evertonnak szurkolt. Mind a két csapatnak vannak olyan játékosai jelenleg, akiknek a neve egybeforrott a csapattal történetük során, a csapat szinte elképzelhetetlen nélkülük, ilyen a Liverpoolnál például Steven Gerrard és Jamie Carragher, vagy a Manchester Unitednál Ryan Giggs és Paul Scholes. Természetesen ezek a játékosok nem igen képzelhetőek el más csapatok mezeiben. Ez a két klub Angliában nagyon meghatározó; kevés olyan ember van Észak-Angliában, akik semlegesen tudnának beszélni erről a két klubról.

## Átigazolások
A versengés a két klub között annyira feszülté vált, hogy 1964 óta nem igazoltak át a két csapatból egymástól.
2007-ben Liverpool ajánlatot tett Gabriel Heinze-ért, de a United nem engedte neki, hogy csatlakozzon a legnagyobb versenytárshoz. Heinze végül a Real Madridhoz igazolt.
| Dátum               | Név             | Honnan            | Hova              | Átigazolási díj |
| ------------------- | --------------- | ----------------- | ----------------- | --------------- |
| 1912 augusztusában  | Tom Chorlton    | Liverpool         | Manchester United |                 |
| 1913 novemberében   | Jackie Sheldon  | Manchester United | Liverpool         |                 |
| 1920 szeptemberében | Tom Miller      | Liverpool         | Manchester United | £ 2 000         |
| 1921 májusában      | Fred Hopkin     | Manchester United | Liverpool         |                 |
| 1929 februárjában   | Tommy Reid      | Liverpool         | Manchester United |                 |
| 1938 januárjában    | Ted Savage      | Liverpool         | Manchester United |                 |
| 1938 novemberében   | Allenby Chilton | Liverpool         | Manchester United |                 |
| 1954 februárjában   | Thomas McNulty  | Manchester United | Liverpool         | £ 7 000         |
| 1964 áprilisában    | Phil Chisnall   | Manchester United | Liverpool         | £ 25 000        |

## Egymás elleni eredmények
2025. január 5-én frissítve.
|           | Liverpool győzelem | Döntetlen | Manchester United győzelem |
| --------- | ------------------ | --------- | -------------------------- |
| Bajnokság | 61                 | 53        | 69                         |
| FA-kupa   | 4                  | 4         | 11                         |
| Ligakupa  | 3                  | 0         | 2                          |
| Egyéb     | 3                  | 4         | 1                          |
| Összes    | 71                 | 61        | 83                         |

### Bajnoki mérkőzések
| Dátum                | Helyszín | Eredmény | Bajnokság       |
| -------------------- | -------- | -------- | --------------- |
| 1895. október 12.    | Anfield  | 7–1      | Second Division |
| 1905. április 22.    | Anfield  | 4–0      | Second Division |
| 1907. április 1.     | Anfield  | 0–1      | First Division  |
| 1908. március 25.    | Anfield  | 7–4      | First Division  |
| 1909. január 30.     | Anfield  | 3–1      | First Division  |
| 1909. október 9.     | Anfield  | 3–2      | First Division  |
| 1910. november 26.   | Anfield  | 3–2      | First Division  |
| 1911. november 11.   | Anfield  | 3–2      | First Division  |
| 1913. március 29.    | Anfield  | 0–2      | First Division  |
| 1914. április 14.    | Anfield  | 1–2      | First Division  |
| 1914. december 26.   | Anfield  | 1–1      | First Division  |
| 1920. január 1.      | Anfield  | 0–0      | First Division  |
| 1921. február 9.     | Anfield  | 2–0      | First Division  |
| 1921. december 17.   | Anfield  | 2–1      | First Division  |
| 1925. szeptember 19. | Anfield  | 5–0      | First Division  |
| 1926. augusztus 18.  | Anfield  | 4–2      | First Division  |
| 1927. december 24.   | Anfield  | 2–0      | First Division  |
| 1929. február 13.    | Anfield  | 2–3      | First Division  |
| 1930. január 25.     | Anfield  | 1–0      | First Division  |
| 1931. április 3.     | Anfield  | 1–1      | First Division  |
| 1937. március 27.    | Anfield  | 2–0      | First Division  |
| 1938. szeptember 7.  | Anfield  | 1–0      | First Division  |
| 1947. május 3.       | Anfield  | 1–0      | First Division  |
| 1947. szeptember 3.  | Anfield  | 2–2      | First Division  |
| 1948. december 27.   | Anfield  | 0–2      | First Division  |
| 1949 . szeptember 7. | Anfield  | 1–1      | First Division  |
| 1950. augusztus 13.  | Anfield  | 2–1      | First Division  |
| 1951. november 24.   | Anfield  | 0–0      | First Division  |
| 1952. december 13.   | Anfield  | 1–2      | First Division  |
| 1953. augusztus 22.  | Anfield  | 4–4      | First Division  |
| 1963. április 13.    | Anfield  | 1–0      | First Division  |
| 1964. április 13.    | Anfield  | 3–0      | First Division  |
| 1964. október 31.    | Anfield  | 0–2      | First Division  |
| 1966. január 1.      | Anfield  | 2–1      | First Division  |
| 1967. március 25.    | Anfield  | 0–0      | First Division  |
| 1967. november 11.   | Anfield  | 1–2      | First Division  |
| 1968. október 12.    | Anfield  | 2–0      | First Division  |
| 1969. december 13.   | Anfield  | 1–4      | First Division  |
| 1970. szeptember 5.  | Anfield  | 1–1      | First Division  |
| 1971. szeptember 25. | Anfield  | 2–2      | First Division  |
| 1972. augusztus 15.  | Anfield  | 2–0      | First Division  |
| 1973. december 22.   | Anfield  | 2–0      | First Division  |
| 1975. november 18.   | Anfield  | 3–1      | First Division  |
| 1977. május 3.       | Anfield  | 1–0      | First Division  |
| 1978. február 25.    | Anfield  | 3–1      | First Division  |
| 1979. április 14.    | Anfield  | 2–0      | First Division  |
| 1979. december 26.   | Anfield  | 2–0      | First Division  |
| 1981. április 14.    | Anfield  | 0–1      | First Division  |
| 1981. október 24.    | Anfield  | 1–1      | First Division  |
| 1982. október 16.    | Anfield  | 0–0      | First Division  |
| 1984. január 2.      | Anfield  | 1–1      | First Division  |
| 1985. március 31.    | Anfield  | 0–1      | First Division  |
| 1986. február 9.     | Anfield  | 1–1      | First Division  |
| 1986. december 26.   | Anfield  | 0–1      | First Division  |
| 1988. április 4.     | Anfield  | 3–3      | First Division  |
| 1988. szeptember 3.  | Anfield  | 1–0      | First Division  |
| 1989. december 23.   | Anfield  | 0–0      | First Division  |
| 1990. szeptember 16. | Anfield  | 4–0      | First Division  |
| 1992. április 26.    | Anfield  | 2–0      | First Division  |
| 1993. március 6.     | Anfield  | 1–2      | Premier League  |
| 1994. január 4.      | Anfield  | 3–3      | Premier League  |
| 1995. március 19.    | Anfield  | 2–0      | Premier League  |
| 1995. december 17.   | Anfield  | 2–0      | Premier League  |
| 1997. április 19.    | Anfield  | 1–3      | Premier League  |
| 1997. december 6.    | Anfield  | 1–3      | Premier League  |
| 1999. május 5.       | Anfield  | 2–2      | Premier League  |
| 1999. szeptember 11. | Anfield  | 2–3      | Premier League  |
| 2001. március 31.    | Anfield  | 2–0      | Premier League  |
| 2001. november 4.    | Anfield  | 3–1      | Premier League  |
| 2002. december 1.    | Anfield  | 1–2      | Premier League  |
| 2003. november 9.    | Anfield  | 1–2      | Premier League  |
| 2005. január 15.     | Anfield  | 0–1      | Premier League  |
| 2005. szeptember 18. | Anfield  | 0–0      | Premier League  |
| 2007. március 3.     | Anfield  | 0–1      | Premier League  |
| 2007. december 16.   | Anfield  | 0–1      | Premier League  |
| 2008. szeptember 13. | Anfield  | 2–1      | Premier League  |
| 2009. október 25.    | Anfield  | 2–0      | Premier League  |
| 2011. március 5.     | Anfield  | 3–1      | Premier League  |
| 2011. október 15.    | Anfield  | 1–1      | Premier League  |
| 2012. szeptember 23. | Anfield  | 1–2      | Premier League  |
| 2013. szeptember 1.  | Anfield  | 1–0      | Premier League  |
| 2015. március 22.    | Anfield  | 1–2      | Premier League  |
| 2016. január 17.     | Anfield  | 0–1      | Premier League  |
| 2016. október 17.    | Anfield  | 0–0      | Premier League  |
| 2017. október 14.    | Anfield  | 0–0      | Premier League  |
| 2018. december 16.   | Anfield  | 3–1      | Premier League  |
| 2020. január 19.     | Anfield  | 2–0      | Premier League  |
| 2021. január 17.     | Anfield  | 0–0      | Premier League  |
| 2022. április 19.    | Anfield  | 4–0      | Premier League  |
| 2023. március 5.     | Anfield  | 7–0      | Premier League  |
| 2023. december 17.   | Anfield  | 0–0      | Premier League  |
| 2025. január 1.      | Anfield  | 0–0      | Premier League  |

| Liverpool győzelem | Döntetlen | Manchester United győzelem |
| ------------------ | --------- | -------------------------- |
| 43                 | 27        | 22                         |

| Dátum                | Helyszín     | Eredmény | Bajnokság       |
| -------------------- | ------------ | -------- | --------------- |
| 1895. november 2.    | Bank Street  | 5–2      | Second Division |
| 1904. december 24.   | Bank Street  | 3–1      | Second Division |
| 1906. december 25.   | Bank Street  | 0–0      | First Division  |
| 1907. szeptember 7.  | Bank Street  | 4–0      | First Division  |
| 1908. szeptember 26. | Bank Street  | 3–2      | First Division  |
| 1910. február 19.    | Old Trafford | 3–4      | First Division  |
| 1911. április 1.     | Old Trafford | 2–0      | First Division  |
| 1912. március 23.    | Old Trafford | 1–1      | First Division  |
| 1912. november 23.   | Old Trafford | 3–1      | First Division  |
| 1913. november 1.    | Old Trafford | 3–0      | First Division  |
| 1915. április 2.     | Old Trafford | 2–0      | First Division  |
| 1919. december 26.   | Old Trafford | 0–0      | First Division  |
| 1921. február 5.     | Old Trafford | 1–1      | First Division  |
| 1921. december 24.   | Old Trafford | 0–0      | First Division  |
| 1926. március 10.    | Old Trafford | 3–3      | First Division  |
| 1927. január 15.     | Old Trafford | 0–1      | First Division  |
| 1928. május 5.       | Old Trafford | 6–1      | First Division  |
| 1928. szeptember 15. | Old Trafford | 2–2      | First Division  |
| 1929. szeptember 21. | Old Trafford | 1–2      | First Division  |
| 1931. április 6.     | Old Trafford | 4–1      | First Division  |
| 1936. november 21.   | Old Trafford | 2–5      | First Division  |
| 1939. május 6.       | Old Trafford | 2–0      | First Division  |
| 1946. szeptember 11. | Maine Road   | 5–0      | First Division  |
| 1947. augusztus 27.  | Maine Road   | 2–0      | First Division  |
| 1948. december 25.   | Old Trafford | 0–0      | First Division  |
| 1950. március 15.    | Old Trafford | 0–0      | First Division  |
| 1950. augusztus 30.  | Old Trafford | 1–0      | First Division  |
| 1952. április 12.    | Old Trafford | 4–0      | First Division  |
| 1953. április 20.    | Old Trafford | 3–1      | First Division  |
| 1953. december 19.   | Old Trafford | 5–1      | First Division  |
| 1962. november 10.   | Old Trafford | 3–3      | First Division  |
| 1963. november 23.   | Old Trafford | 0–1      | First Division  |
| 1965. április 24.    | Old Trafford | 3–0      | First Division  |
| 1965. október 9.     | Old Trafford | 2–0      | First Division  |
| 1966. december 10.   | Old Trafford | 2–2      | First Division  |
| 1968. április 6.     | Old Trafford | 1–2      | First Division  |
| 1968. december 14.   | Old Trafford | 1–0      | First Division  |
| 1969. szeptember 13. | Old Trafford | 1–0      | First Division  |
| 1971. április 19.    | Old Trafford | 0–2      | First Division  |
| 1972. április 3.     | Old Trafford | 0–3      | First Division  |
| 1972. november 11.   | Old Trafford | 2–0      | First Division  |
| 1973. szeptember 29. | Old Trafford | 0–0      | First Division  |
| 1976. február 18.    | Old Trafford | 0–0      | First Division  |
| 1977. február 16.    | Old Trafford | 0–0      | First Division  |
| 1977. október 1.     | Old Trafford | 2–0      | First Division  |
| 1978. december 26.   | Old Trafford | 0–3      | First Division  |
| 1980. április 5.     | Old Trafford | 2–1      | First Division  |
| 1980. december 26.   | Old Trafford | 0–0      | First Division  |
| 1982. április 7.     | Old Trafford | 0–1      | First Division  |
| 1983. február 26.    | Old Trafford | 1–1      | First Division  |
| 1983. szeptember 24. | Old Trafford | 1–0      | First Division  |
| 1984. szeptember 22. | Old Trafford | 1–1      | First Division  |
| 1985. október 19.    | Old Trafford | 1–1      | First Division  |
| 1987. április 20.    | Old Trafford | 1–0      | First Division  |
| 1987. november 15.   | Old Trafford | 1–1      | First Division  |
| 1989. január 1.      | Old Trafford | 3–1      | First Division  |
| 1990. március 18.    | Old Trafford | 1–2      | First Division  |
| 1991. február 3.     | Old Trafford | 1–1      | First Division  |
| 1991. október 6.     | Old Trafford | 0–0      | First Division  |
| 1992. október 18.    | Old Trafford | 2–2      | Premier League  |
| 1994. március 30.    | Old Trafford | 1–0      | Premier League  |
| 1994. szeptember 17. | Old Trafford | 2–0      | Premier League  |
| 1995. október 1.     | Old Trafford | 2–2      | Premier League  |
| 1996. október 12.    | Old Trafford | 1–0      | Premier League  |
| 1998. április 10.    | Old Trafford | 1–1      | Premier League  |
| 1998. szeptember 24. | Old Trafford | 2–0      | Premier League  |
| 2000. március 4.     | Old Trafford | 1–1      | Premier League  |
| 2000. december 17.   | Old Trafford | 0–1      | Premier League  |
| 2002. január 22.     | Old Trafford | 0–1      | Premier League  |
| 2003. április 5.     | Old Trafford | 4–0      | Premier League  |
| 2004. április 24.    | Old Trafford | 0–1      | Premier League  |
| 2004. szeptember 20. | Old Trafford | 2–1      | Premier League  |
| 2006. január 22.     | Old Trafford | 1–0      | Premier League  |
| 2006. október 22.    | Old Trafford | 2–0      | Premier League  |
| 2008. március 23.    | Old Trafford | 3–0      | Premier League  |
| 2009. március 14.    | Old Trafford | 1–4      | Premier League  |
| 2010. március 21.    | Old Trafford | 2–1      | Premier League  |
| 2010. szeptember 18. | Old Trafford | 3–2      | Premier League  |
| 2012. február 11.    | Old Trafford | 2–1      | Premier League  |
| 2013. január 13.     | Old Trafford | 2–1      | Premier League  |
| 2014. március 16.    | Old Trafford | 0–3      | Premier League  |
| 2014. december 14.   | Old Trafford | 3–0      | Premier League  |
| 2015. szeptember 12. | Old Trafford | 3–1      | Premier League  |
| 2017. január 15.     | Old Trafford | 1–1      | Premier League  |
| 2018. március 10.    | Old Trafford | 2–1      | Premier League  |
| 2019. február 24.    | Old Trafford | 0–0      | Premier League  |
| 2019. október 20.    | Old Trafford | 1–1      | Premier League  |
| 2021. május 13.      | Old Trafford | 2–4      | Premier League  |
| 2021. október 24.    | Old Trafford | 0–5      | Premier League  |
| 2022. augusztus 22.  | Old Trafford | 2–1      | Premier League  |
| 2024. április 7.     | Old Trafford | 2–2      | Premier League  |
| 2024. szeptember 1.  | Old Trafford | 0–3      | Premier League  |

| Manchester United győzelem | Döntetlen | Liverpool győzelem |
| -------------------------- | --------- | ------------------ |
| 44                         | 29        | 19                 |

### Egyéb mérkőzések
| Dátum                | Helyszín           | Eredmény                          | Kiírás                        |
| -------------------- | ------------------ | --------------------------------- | ----------------------------- |
| 1894. április 28.    | Ewood Park         | Liverpool 2 – 0 Newton Heath      | Football League tesztmérkőzés |
| 1898. február 12.    | Bank Street        | Manchester United 0 – 0 Liverpool | FA-kupa-mérkőzés              |
| 1898. február 16.    | Anfield            | Liverpool 2 – 1 Manchester United | újrajátszás                   |
| 1903. február 7.     | Bank Street        | Manchester United 2–1 Liverpool   | FA-kupa-mérkőzés              |
| 1921. január 8.      | Anfield            | Liverpool 1–1 Manchester United   | FA-kupa-mérkőzés              |
| 1921. január 12.     | Old Trafford       | Manchester United 1–2 Liverpool   | újrajátszás                   |
| 1948. január 24.     | Goodison Park      | Manchester United 3–0 Liverpool   | FA-kupa-mérkőzés              |
| 1960. január 30.     | Anfield            | Liverpool 1–3 Manchester United   | FA-kupa-mérkőzés              |
| 1965. augusztus 14.  | Old Trafford       | Manchester United 2–2 Liverpool   | Charity Shield                |
| 1977. május 21.      | Wembley Stadion    | Manchester United 2 – 1 Liverpool | FA-kupa-döntő                 |
| 1977. augusztus 13.  | Wembley Stadion    | Liverpool 0 – 0 Manchester United | Charity Shield                |
| 1979. március 31.    | Maine Road         | Manchester United 2 – 2 Liverpool | FA-kupa-elődöntő              |
| 1979. április 4.     | Goodison Park      | Manchester United 1 – 0 Liverpool | újrajátszás                   |
| 1983. március 26.    | Wembley Stadion    | Liverpool 2 – 1 Manchester United | Ligakupa-döntő                |
| 1983. augusztus 20.  | Wembley Stadion    | Manchester United 2 – 0 Liverpool | Charity Shield                |
| 1985. április 13.    | Goodison Park      | Manchester United 2 – 2 Liverpool | FA-kupa-elődöntő              |
| 1985. április 17.    | Maine Road         | Manchester United 2 – 1 Liverpool | újrajátszás                   |
| 1990. augusztus 13.  | Wembley Stadion    | Liverpool 1 – 1 Manchester United | Charity Shield                |
| 1996. május 11.      | Wembley Stadion    | Manchester United 1 – 0 Liverpool | FA-kupa-döntő                 |
| 2001. augusztus 12.  | Millennium Stadion | Liverpool 2 – 1 Manchester United | Charity Shield                |
| 2003. március 2.     | Millennium Stadion | Liverpool 2 – 0 Manchester United | Ligakupa-döntő                |
| 2010. január 9.      | Old Trafford       | Manchester United 1 – 0 Liverpool | FA-kupa-mérkőzés              |
| 2012. január 28.     | Anfield            | Liverpool 2 – 1 Manchester United | FA-kupa-mérkőzés              |
| 2013. szeptember 25. | Old Trafford       | Manchester United 1 – 0 Liverpool | Ligakupa-mérkőzés             |
| 2016. március 10.    | Anfield            | Liverpool 2 – 0 Manchester United | Európa-liga-nyolcaddöntő      |
| 2016. március 17.    | Old Trafford       | Manchester United 1 – 1 Liverpool | Európa-liga-nyolcaddöntő      |
| 2021. január 24.     | Old Trafford       | Manchester United 3 – 2 Liverpool | FA-kupa-mérkőzés              |
| 2024. március 16.    | Old Trafford       | Manchester United 4 – 3 Liverpool | FA-kupa-mérkőzés              |

| Liverpool győzelem | Döntetlen | Manchester United győzelem |
| ------------------ | --------- | -------------------------- |
| 8                  | 8         | 12                         |

## Huliganizmus
Mind a két klubnak vannak huligán beállítottságú csoportjai (a Liverpoonak a The Urchins, a Manchester Unitednek pedig a Red Army), ezek gyakran egymásnak esnek, egymásnak estek, hatalmas balhékat, verekedéseket, botrányokat, kisebb háborúkat kirobbantva. Nem ritka az sem, hogy liverpooliak csak egy kis balhéért mennek Manchesterbe, de ez fordítva is igaz. Szívből utálják egymást, számukra saját csapatuk, nem csak egy csapat, hanem egy vallás, egy hit, egy Isten amit mindentől megvédenek ha kell, pláne a riválisaiktól. Ráadásul több ezren látogatnak el a rivális stadionokba, Angliában a legnagyobb szurkoló utazó táborokkal a Liverpool és a Manchester United rendelkezik. A The Urchins (tehát A Srácok vagy Az Utcagyerekek), a Liverpool huligán, casual beállítottságú csoportja. Legnagyobb riválisa a Manchester United Red Army elnevezésű "alakulata", csoportja. Összecsapásaik a leghevesebbek, legkeményebbek közé tartozott Angliában (csupán 50 kilométer választja el a két rivális várost, tehát randkívül közel vannak egymáshoz, meccseik nagy tömeget vonzanak). Sokak szerint ők okozták (mármint a liverpooliak), illetve indították el a Heysel-tragédiát, a 32 Juventus szurkoló halálát (a 39 halottból 32 volt Juve szurkoló) okozó "összecsapást". Ennek eredményeként alakult meg, a Juventus huligán csoportja a Drughi (illetve átalakult a korábbi csoportjuk, és felvették a Drughi nevet), amely ma Olaszország egyik legerősebb, leghírhedtebb huligán csoportja, ráadásul az eset után, minden angolt utálnak, nem csak liverpooliakat, a mai napig. Az Urchin volt Anglia egyik első casual huligán csoportja, ők voltak az első úgynevezett "divatos huligánok" (casual huligánok). A casualek úgy reagáltak az új (általában) londoni skeanheadekre, hogy divatos, drága olasz és francia ruhákat és sportruházatot, cipőket kezdtek el hordani, és amerre jártak (a ’70-es években, egész Európában) terjesztették ezt a stílust (csak úgy, mint a huliganizmust), amely később szinte egész Angliában és szinte minden huligán csoportnál elterjedt (mára már kevés a nem casual huligán csoport Angliában), a '80-as évektől pedig egy önálló szubkultúra. A skót Aberdeen szurkolói, huligánjai is például a Liverpool huligánoktól vették át a casual stílust. Skóciában egyébként az Aberdeen szurkolói voltak az első casualak, ők látták és engedhették meg maguknak először ezt a stílust. Az Urchin bár kevésbé volt talán erős Angliában (bár mindenképp az élvonalba tartozott ezen a téren), mint a Red Army (igaz összecsapásaik igen hevesek voltak, a Red Army pedig egy időben a másodosztályban a kisebb vidéki csapatokat is terrorizálta), viszont egész Európán végigsöpörtek egy időben, sok, más és más jellegű problémákat okoztak idegen országokban. Gyakran egyes országokban, már az is probléma, hogy a Liverpool szurkolók rendkívül sokan kísérik el csapatukat idegenbe is, nagy utazó táborral rendelkeznek, így már maga a tömeg is problémát jelenthet. Legutóbb a Liverpool szurkolói 2007-ben kerültek összetűzésbe az olasz AC Milan szurkolóival, a Manchester United szurkolói pedig 2006-ban az AS Roma szurkolóival. A ’70-es években a MU huligánjai voltak talán a legfélelmetesebbek Angliában. Mára a helyzet kissé átalakult (a rendőri készültségeknek, a térfigyelő kamera hálózatoknak, és a világhálónak köszönhetően), de egy évbe 160 MU szurkolót tartóztatnak le a mai napig huliganizmusért, és 100-at tiltanak el a meccsektől. Ez kétszer több mint a régió bármely más csapatánál. A Liverpool és a MU huligán csoportjai is casual "beállítottságúak". A casual divatos huligánt jelent. A '70-es években a huligánok egy része úgy reagált az új (főként londoni skinhead) huligánokra, hogy divatos, márkás francia, olasz ruhákat és/vagy sportruházatot kezdtek el hordani. A legelsők között voltak a Liverpool huligánjai is (például a skót Aberdeen szurkolói is a liverpooliaktól látták a casual stílust és Skóciában ők voltak az elsők akik ezt meg tudták maguknak engedni). Sokak szerint a liverpooli huligánok okozták, illetve indították el a Heysel-tragédiát, a 39 ember halálát okozó "összecsapást" (ennek eredményeként alakult meg, alakult át a Juventus huligán csoportja a Drughi). Az Urchin bár kevésbé volt talán erős Angliában (bár mindenképp az élvonalba tartozott ezen a téren), mint a Red Army (igaz összecsapásaik igen hevesek voltak, a Red Army pedig egy időben a másodosztályban kisebb vidéki csapatokat, egész városokat is terrorizált), viszont az Urchin egész Európán végigsöpört egy időben. Angliában a Red Army, Európában a The Urchins csapatától rettegtek, és rendkívüli huligán események fűződnek a nevükhöz, valamint a casual stílus megteremtése és a huliganizmus elterjesztése (más angol szurkolói csoportok mellett). Amerre jártak (Red Army, Urchins), több ezren voltak/vannak, és nem sok minden maradt utánuk (bár persze mára a rendbontások mérséklődtek, hiszen sokkal nagyobb a biztonsági készültség Anglia és Európa szerte is). Angliában a Red Army, Európában a The Urchins volt a legrosszabb hírű, legfélelmetesebb huligán alakulat. Mára Angliában visszaszorították a huliganizmust, legalábbis igyekeznek azt megelőzni. Mára szinte látni sem látják egymást, a stadionokon kívül a rivális szurkolók (esetleges huligánok), a rendőrök úgy elkülönítik őket. A rendőrök különböző stratégiákat dolgoznak ki, hogy véletlenül se kerüljenek össze egy-egy rangadó után. Az országban mára visszaszorult a huliganizmus, a rendőrség és a kormány szigorú intézkedéseinek köszönhetően, pedig az Egyesült Királyság volt ennek a "stílusnak" a bölcsője. Az UEFA az angol Liverpool drukkereit minősítette Európa legveszélyesebb szurkolóinak. Az UEFA átadott a brit kormánynak egy olyan tanulmányt, amely Európa legkezelhetetlenebb szurkolói csoportjairól készült. A listát a botrányairól már korábban elhíresült Liverpool szurkológárdája vezette, akik szinte minden mérkőzésükön rendre balhéztak. Az elmúlt négy évben a liverpooliak 25 alkalommal szegtek szabályt vagy törvényt az idegenbeli meccseiken, a többi csapatnak összesen nem volt ennyi kihágása (mondta William Gaillard, az UEFA szóvivője, főként a 2007-es athéni Bajnokok Ligája döntőre utalva). Erre Rick Parry, a Vörösök vezérigazgatója meglehetősen ingerülten reagált: "Érdekes, hogy most ezt mondják, miközben a meccs estéjén Gaillard úr még úgy nyilatkozott, hogy a mi szurkolóink hagyományosan jól viselkednek. Platini úr (Michel Platini az UEFA ekkori elnöke) pedig a Chelsea elleni elődöntő után kifejezetten le volt nyűgözve a drukkolásuk miatt. 2005-ben, az isztambuli döntőt követően is csak dicséreteket kaptak, 2001-ben a Poolé volt az Év szurkolótábora cím, megosztva az Alavés (Deportivo Alavés) drukkerhadával. Ami egyébként az athéni cselekményeket illeti: előre megmondtuk, hogy lesznek, akik jegy nélkül érkeznek oda, ezért felhívtuk a figyelmet egy külső kordon felállítására, hiába. Az pedig külön érdekes, hogy egy BL-finálé olyan stadionban van, ahol nincs beléptetőrendszer". E közben a MU hívei sem panaszkodhattak, az AS Roma elleni meccsük után, a 2006-os Bajnokok Ligájában nekik se volt tanácsos Rómába menni. Három MU szurkolót meg is késeltek a meccs estéjén Rómában, azóta feszült a két csapat szurkolóinak a viszonya.
A liverpooli szurkolók 2008 májusáig ezt a nótát énekelték:"Nyertek kettőt ugyanannyit mint a Nottingham." Ez azt fejezte ki, hogy a MU 2-szer nyert BL-t, ugyanúgy mint a ma már másodosztályú Nottingham Forest.
A Manchester United szurkolói gyakran éneklik: "Mindenki f...opó, aki nem Manchester szurkoló".
2006 februárjában az egyik liverpooli szurkoló kutyaürüléket szórt a MU szurkolóira.
A '90-es években megkérdezték Sir Alex Fergusont, hogy mire a legbüszkébb, ő azt felelte: "Arra, hogy a Liverpoolt sikerült kib....unk a kupából. És ezt nyugodtan le is irhatják."
A Liverpool FC egyik leggyakoribb nótája a "Stand up, if you hate United!", azaz "Állj fel, ha utálod a Unitedet!".
Rafael Benítez korábbi 'Pool-menedzser többször is megvádolta a Manchester Unitedet és annak edzőjét, Fergusont, hogy megveszik a meccseket, mert annyi pénzzel amennyi nekik van, sajnos bármit megtehetnek.